# Polyrhachis spiniger
Polyrhachis spiniger é uma espécie de formiga do gênero Polyrhachis, pertencente à subfamília Formicinae.